# Ahmad ibn Yusuf (poeta)
Aḥmad ibn Yūsuf b. al-Qāsim b. Ṣubayḥ (in arabo ﺍﺣﻤﺪ ﺑﻦ ﻳﻮﺳﻒ ﺑﻦ ﺍﻟﻘﺎﺳﻢ ﺑﻦ ﺻﺒﻴﺢ‎?); Kufa, ... – Baghdad, 928) è stato un funzionario e poeta arabo.
Aḥmad b. Yūsuf, la cui kunya era Abū Jaʿfar (in arabo ﺍﺑﻮ ﺟﻌﻔﺮ‎?), fu un funzionario (kātib) dell'amministrazione califfale dell'abbaside al-Maʾmūn. 
Proveniva da una famiglia di burocrati della cerchia dei Barmecidi e di letterati originari di Kufa. Il suo primo incarico di rilievo sembra essere stato quello assolto in Iraq ma al-Maʾmūn lo nominò abbastanza presto al suo dīwān al-sirr (lett. "Diwan degli affari riservati") e, in tale delicata funzione, assolse con grande competenza tutte le sue incombenze. 
La sua fortuna conobbe tuttavia un declino col successore di al-Maʾmūn, suo fratello al-Muʿtaṣim bi-llāh e Aḥmad ibn Yūsuf fu dunque costretto a limitarsi all'attività, assai apprezzata, di fine poeta.